# Международный день радиологии
Международный день радиологии — ежегодный праздник, посвящённый этой медицинской специальности. Праздник является совместной инициативой Европейского общества радиологии (ЕSR), Радиологического общества Северной Америки (RSNA) и Американского колледжа радиологии (ACR) и был впервые отмечен 8 ноября 2012.

## История
8 ноября 1895 Вильгельм Конрад Рентген открыл рентгеновское излучение, положив начало новой медицинской дисциплине — радиологии. В честь его открытия ESR вместе с RSNA и ACR решили, что эту дату следует сделать ежегодным праздником. Цель Международного дня радиологии — привлечь внимание общественности к данному разделу медицины и тем преимуществам, которые она дает. Празднование Международного дня радиологии пришло на смену отмечанию Европейского дня радиологии, предложенному в 2011. Первое и единственное празднование Европейского дня радиологии прошло 10 февраля 2011 и было приурочено к годовщине смерти Рентгена. Европейский день радиологии изначально был организован ESR, которое затем предложило RSNA и ACR учредить совместное празднование Международного дня радиологии в день открытия рентгеновских лучей.